# Mumia Abu-Jamal

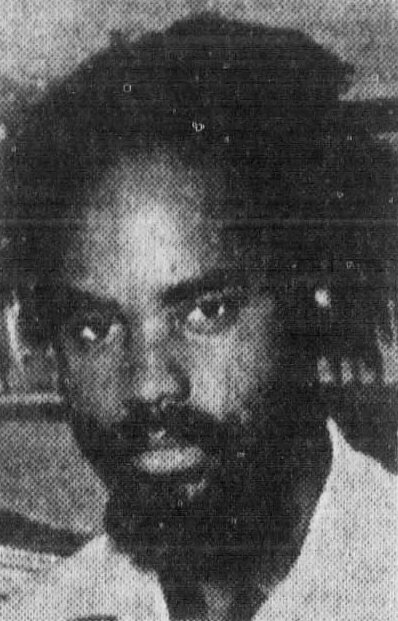

Mumia Abu-Jamal (geboren als Wesley Cook op 24 april 1954) is een Amerikaanse journalist en politiek activist. Hij werd in 1982 ter dood veroordeeld in een proces waarop veel kritiek kwam. Na een lange rechtsgang is zijn vonnis uiteindelijk omgezet in levenslange gevangenisstraf.

## Levensloop
Abu-Jamal werd geboren als Wesley Cook in Philadelphia, en had een jongere broer William en een tweelingbroer Wayne. De familie Cook woonde in de sociale huurwoningen van Philadelphia (housing projects). In zijn jeugd kreeg hij de naam 'Mumia' van zijn docent Swahili, met als betekenis prins. Al op jonge leeftijd raakte hij betrokken bij de zwarte burgerrechtenbeweging en hij was een van de mede-oprichters van een lokale afdeling van de Black Panther Party, waar hij de functie luitenant van informatie vervulde. Hij beschreef zelf dat zijn mishandeling door een politie-agent tijdens zijn protest bij een campagnebijeenkomst van presidentskandidaat en segregatie-voorstander George Wallace toen hij werd aangevallen door witte racisten.
Abu-Jamal was rond 1975 een plaatselijke radiojournalist in Philadelphia. Hij werkte bij lokale radiostations, waaronder WRTI-FM (Temple University), WHAT-AM en WPEN, voordat hij ging werken bij de lokale partner van National Public Radio, WHYY. Hij werd gekozen tot voorzitter van de Philadelphia Association of Black Journalists. 
Uiteindelijk zou Abu-Jamal zijn baan als journalist verliezen bij het radiostation WUHY, nadat hij ervan werd beschuldigd de gebeurtenissen rond de belegering van Christelijke commune MOVE in 1984 te bevooroordeeld besprak, en hij te veel bij het onderwerp betrokken was geweest. Hij ging aan de slag als een taxichauffeur, en schafte na een overval een revolver aan. 
Toen in 1981 zijn broer William in de vroege ochtend werd aangehouden door agent Daniel Faulkner, ontstond een worsteling waarbij de agent uithaalde met zijn zaklamp. Een zwarte man kwam aanrennen vanuit een parkeerterrein, en schoot Faulkner neer van achteren, en in het gezicht. Abu-Jamal werd op de stoep aangetroffen met een schotwond.
In 1982 werd Abu-Jamal door een voornamelijk witte jury veroordeeld voor moord in de eerste graad, en werd hem de doodstraf opgelegd. Uiteindelijk diende de openbaar verdediger een verzoek tot beroep in bij het hooggerechtshof van de staat, en het Hooggerechtshof van de Verenigde Staten, beide weigerden het in behandeling te nemen. Pas toen in 1995 de gouverneur Tom Ridge het bevel tot uitvoering van de doodstraf tekende, kreeg de zaak brede internationale aandacht. Nieuwe advocaten tekenden bezwaar aan op basis van een zwakke verdediging (Abu-Jamal verdedigde deels zichzelf, en werd deels verdedigd door een onervaren advocaat, maar stond tegenover de ervaren Joseph McGill met de rechter Sabo, die recordhouder doodstraffen was in de staat), gebrek aan forensisch bewijs en incorrect verkregen getuigenverklaringen.
Veel mensen raakten ervan overtuigd dat dit vonnis onjuist was, en dat zijn proces verre van eerlijk verlopen is. Sinds zijn gevangenschap werden er veel campagnes op touw gezet voor zijn vrijlating. Het Europees Parlement en Amnesty International hebben zich tegen zijn veroordeling uitgesproken. Het ging er bij protesten tegen zijn straf voornamelijk om, dat Abu-Jamal geen deugdelijk proces zou hebben gehad. Op basis van bekend bewijsmateriaal werd verder door sommigen verdedigd dat hij niet voor moord maar voor doodslag veroordeeld had moeten worden. Hier staat geen doodstraf op. Anderen meenden weer dat hij, op grond van tegenstrijdigheden in het materiaal of gebrek aan bewijs, vrijgesproken had moeten worden. 
Mumia Abu-Jamal verbleef vanaf 1982 tot januari 2012 in een dodencel in de staat Pennsylvania, wachtend op de doodstraf. Hij heeft een reeks boeken geschreven vanuit zijn cel, onder andere Berichten uit de dodencel (Live from Death Row). Uiteindelijk werd in 2001 de doodstraf van tafel geveegd door een rechter met als argument dat de jury verkeerd was geïnstrueerd. In 2005 oordeelde het hof van beroep dat een beroep op grond van discriminatie, verkeerde jury-instructies en de vooringenomenheid van rechter Sabo was toegestaan. In 2010 bevestigde het federale hof van beroep dat de doodstraf van tafel moest, en in 2011 weigerde het Amerikaans Hooggerechtshof daar nog opnieuw naar te kijken. Hiermee was Abu-Jamal's doodstraf definitief omgezet in levenslange gevangenisstraf.

## Maatschappelijke context
Abu-Jamal is Afro-Amerikaans. Hij werd gevolgd door de politie van Philadelphia en de Amerikaanse FBI vanwege zijn sociaal kritische verslaggeving, en eerdere betrokkenheid als verslaggever bij de Black Panther Party. In de tijd voor zijn arrestatie berichtte hij over de behandeling van leden van de Move-beweging.
De burgemeester van Philadelphia in de tweede helft van de jaren zeventig was Frank Rizzo. Deze was eerder commissaris van politie in de stad. Rizzo gaf in een van zijn campagnes het advies: "Stem Blank". Tijdens zijn burgemeesterschap werd de stad Philadelphia voor de rechter gedaagd voor rassendiscriminatie bij politie en brandweer.
De alternatieve, radicale Afro-Amerikaanse Move-beweging keerde zich onder meer tegen corruptie en machtsmisbruik in de Amerikaanse samenleving, en, in het verlengde daarvan, tegen het Amerikaanse systeem in zijn geheel. Bij verschillende acties van de politie tegen de beweging zijn leden door agenten mishandeld. In 1980 werden negen leden van de beweging, die zich hadden gebarricadeerd tegen een ontruiming, waarbij een agent overleed en aan weerszijden gewonden vielen, veroordeeld tot 30 tot 100 jaar. Eind november 1981 vond er een opstand in een van de gevangenissen in de gemeente plaats, die ontstond na een protest van Move-gevangenen tegen vermeende mishandeling van vrouwelijke Move-gevangenen. 100 bewakers maakten hier in december een eind aan. Dit was zes dagen voor de arrestatie van Abu-Jamal.
De Move-beweging kwam internationaal in het nieuws in 1985, toen de politie van Philadelphia een bom wierp op een door leden gekraakt pand om het te ontruimen, daarbij per ongeluk een brandstoftank raakte, en bovendien schoot op leden die het brandende huis probeerden te ontvluchten. Elf mensen werden gedood. Er waren twee overlevenden, van wie de enige volwassene een gevangenisstraf van zeven jaar kreeg. Zij heeft in 1996 in een rechtszaak 1,5 miljoen dollar schadevergoeding toegewezen gekregen, het kind trof later een schikking met de stad voor 1,7 miljoen.
Dit tekent de omstandigheden in Philadelphia waarin de arrestatie en rechtszaak van Abu-Jamal zich afspeelden.

## De rechtszaak
Een indruk van de feiten rond de arrestatie kan gekregen worden uit het onbetwiste deel van de voor de rechtbank aangedragen documenten.
Abu-Jamal verdiende eind 1981 bij als taxichauffeur. Hij had een wapenvergunning voor een revolver, die hij tijdens zijn werk bij zich droeg. Diep in de nacht van 8 december stond hij op een parkeerplaats in de rosse buurt van Philadelphia. Zijn jongere broer had een verkoopstalletje in de binnenstad. Diens auto werd schuin tegenover Abu-Jamal aangehouden door politieagent Faulkner. Toen Abu-Jamal uitstapte en in de richting van beiden liep, was Faulkner voor de politieauto op de broer aan het slaan met een zaklantaarn, waarbij deze bloedde.
Er volgde een schietpartij, waarover de verdediging en aanklager verschillende lezingen gaven. Faulkner lag op de stoeprand, met een kogel in zijn rug en een kogel in zijn gezicht. Abu-Jamal lag op een meter afstand op de stoep, schuin van boven in de borst geraakt, en zijn revolver naast hem. Faulkner overleed, Abu-Jamal werd door gearriveerde agenten geslagen en naar het ziekenhuis gebracht.
Over de schietpartij verschillen de getuigenverklaringen. De verdediging stelde onder meer dat het niet duidelijk was wie het eerste schot gelost heeft, dat er, volgens de eerste verklaringen, een man is weggerend, er nog iemand in de auto van Abu-Jamals broer zat, en getuigen een man hebben zien schieten die niet het postuur en de kleding van Abu-Jamal had. De aanklager gebruikte latere getuigenverklaringen, waarin de schutter meer op Abu-Jamal leek, en legde de nadruk op het ontbreken van vijf kogels in de revolver van Abu-Jamal.
Abu-Jamal werd aangeklaagd voor moord (iemand doden met voorbedachten rade) en veroordeeld.
Bij kritiek op deze veroordeling ging het vaak niet allereerst over de vraag of Abu-Jamal wel of niet schuldig was, maar om de vraag of het proces eerlijk was.
In het eerste proces zou de rechter fouten gemaakt hebben, en zou er sprake zijn van misleiding door de openbare aanklager. Een aantal argumenten dat hiervoor aangedragen wordt, is:
- Bewerking van het bewijsmateriaal door politie. Een voorbeeld: twee maanden na de arrestatie verklaart een politieagent dat Abu-Jamal in het ziekenhuis luid heeft geroepen dat hij Faulkner heeft neergeschoten. Dit komt een dag nadat Abu-Jamal aangifte heeft gedaan van mishandeling door de politie tijdens zijn arrestatie. De agent, Faulkners partner, zegt in een interview hier eerder geen melding van gemaakt te hebben omdat hij zo verbijsterd was dat hij de herinnering eraan onderdrukt had. Een agent, die na de moord notities gemaakt heeft van verschillende tijdstippen en gebeurtenissen, heeft genoteerd dat Abu-Jamal geen enkel commentaar heeft gegeven. Twee maanden later zegt hij de bekentenis wel gehoord te hebben, maar dat het hem niet van belang leek. Geen van de minstens vijftien aanwezige agenten heeft het voorval gemeld. Een met Faulkner bekende bewaakster van het ziekenhuis, zegt twee maanden later eveneens de bekentenis gehoord te hebben, en dit verklaard te hebben tegenover een functionaris. De aantekeningen van de functionaris zijn echter niet overgelegd in het proces.
- Voor de jury achtergehouden bewijsmateriaal. Een voorbeeld: op het lichaam van Faulkner werd het rijbewijs gevonden van een derde persoon. Dit is noch aan de verdediging noch aan de jury bekendgemaakt, maar wel van belang omdat volgens de aanklager alleen Abu-Jamal en zijn broer op de plek van de schietpartij waren, terwijl de verdediging de aanwezigheid van een derde persoon aan heeft gevoerd. Ander voorbeeld: een aantal getuigen hebben hun verklaring veranderd ten gunste van de aanklager, in de tijd na de arrestatie. De oorspronkelijke verklaringen zijn niet overgelegd. De hierboven genoemde notitie van de agent dat Abu-Jamal geen commentaar gaf na de schietpartij, is ook niet aan de jury overgelegd.
- Partijdigheid van de rechter. Een voorbeeld: een van de getuigen komt in de rechtszaal terug op haar oorspronkelijke verklaring dat ze twee mensen zag wegrennen. Wanneer de getuige, een prostituee, over dwang door de politie begint in verband met haar verklaring, wordt ze onderbroken door de rechter, die dit "irrelevant" noemt, en de verdediging maant hierover niet verder te ondervragen.

Naast de vraag van de eerlijkheid van het proces, is er ook discussie over wat er gebeurd is, en de schuld van Abu-Jamal. Hier gaat het dus om de "feiten" en hun beoordeling.
Er is door collega's en de weduwe van Faulkner een fonds opgericht om de terechtstelling te laten doorgaan. Er wordt van deze kant niet zozeer gelet op de kwaliteit van het proces, maar direct gekeken naar het bewijsmateriaal voor de schuld van Abu-Jamal aan de dood van Faulkner. De versie van de openbare aanklager, dat Abu-Jamal om Faulkner heen liep, hem in zijn rug schoot, vervolgens zelf door Faulkner werd geraakt, en toen op deze afstapte om nogmaals op hem te schieten, zou voldoende onderbouwd zijn door de combinatie van verklaringen van de verschillende getuigen.
Wat de rechtsgang betreft, wijzen ze erop dat Abu-Jamal de mogelijkheden van de door de staat aangeboden verdediging niet goed benut heeft, en de staat er goed op toegezien zou hebben dat de jury zo samengesteld was dat ze niet bevooroordeeld was.
Hiertegen wordt gesteld dat in een eerlijk proces, het feit dat Abu-Jamal geen strafblad of gewelddadig verleden had, en de emotie vanwege de mishandeling van zijn broer, was meegewogen. Zelfs als hij de schutter van het dodelijke schot was, had hij daarmee verzachtende omstandigheden die geen veroordeling tot de doodstraf toelieten.

## Beroep en herziening
Abu-Jamals veroordeling is in hoger beroep in stand gebleven. Een eerste herzieningsverzoek in 1995 werd beoordeeld door dezelfde rechter, die de betwiste eerste uitspraak had gedaan. Deze was toen al gepensioneerd. Na beroep ertegen, bleef de veroordeling in stand. In 2001 werd de uitspraak nogmaals bekrachtigd door een districtshof van de staat Pennsylvania. Dit hof verklaarde de oplegging van de doodstraf echter nietig, omdat het oordeelde dat de jury ten onrechte de indruk was gegeven, dat zij unaniem zou moeten zijn om rekening te houden met verzachtende omstandigheden. In een hoger beroep hiertegen, liet het Hof van Beroep in 2008 deze uitspraak in stand. Het kende Abu-Jamal een nieuwe hoorzitting toe, in verband met de gebrekkige instructies aan de jury. Op 7 december 2011 heeft de openbaar aanklager besloten niet opnieuw de doodstraf te eisen. Hierdoor is de straf automatisch omgezet in levenslang.

## Trivia
De voornaam "Mumia" is Abu-Jamal gegeven door een middelbareschoolleraar in het vak Swahili. Het betekent "prins" in die taal, aldus Jamal. Met de zwarte bewustwording, de Black Power-beweging, was er onder de zwarte bevolking veel belangstelling voor Afrikaanse talen en cultuur, en Swahili was een van de weinige Afrikaanse talen die toen in de Verenigde Staten onderwezen werden.
Op 29 april 2006 werd een nieuwe weg in de Parijse voorstad Saint-Denis "rue Mumia-Abu-Jamal" genoemd. Uit protest nam het Amerikaanse Huis van Afgevaardigden op 6 december 2006 met 368 tegen 31 stemmen een resolutie aan waarin dit werd veroordeeld.